# 잃어버린 편지 (니콜라이 고골)
《잃어버린 편지: *** 교회의 교회지기가 들려주는 이야기》(러시아어: Пропа́вшая гра́мота (Быль, расска́занная дьячко́м ***ской це́ркви) 프로파브샤야 그라모타 빌 라스카잔나야 디야치콤 스코이 체르크비[*])는 러시아 제국의 소설가이자 극작가인 니콜라이 고골이 집필한 중편 소설이다. 1831년 소설집 《디칸카 근교 마을의 야회》 1부에 실려 출판되었다.

## 참고 문헌
- 니콜라이 고골 (2021년 11월 15일). 《디칸카 근교 마을의 야회》. 번역 이경완. 을유문화사. ISBN 9788932405094.